# Nico de Haan
Nico de Haan (Aarlanderveen, 22 juli 1947) is een Nederlands vogelkenner en vogelbeschermer.

## Biografie
Hij groeide op in Zalk (destijds gemeente IJsselmuiden), waar zijn vader van 1956 tot 1964 dominee was bij de Nederlands Hervormde Kerk. In die tijd besteedde hij zo veel tijd aan het vogelen dat hij de mulo niet kon afmaken. Hij was  lid van de CJN. Via de avondmulo kon hij alsnog naar de Middelbare Landbouwschool in Zwolle (1967) en daarna naar de Bosbouw en Cultuurtechnische School te Arnhem (1970). Na deze opleiding had Nico de Haan verschillende baantjes; zo werkte hij enige tijd in Canada als mijnwerker.

## Natuurmonumenten
In 1972 begon zijn carrière bij de Vereniging Natuurmonumenten waar hij als stagiair binnenkwam en een jaar later beheerder werd van de Nieuwkoopse plassen in de buurt van zijn geboorteplaats. In 1974 werd hij directie-assistent bij de Nederlandse Vereniging tot Bescherming van Vogels (sinds 1994 bekend als Vogelbescherming Nederland) waar hij tien jaar later aangesteld werd als plaatsvervangend directeur.

## Radio en tv
Vanaf 1982 was Nico de Haan regelmatig te horen bij het VARA-radioprogramma Vroege Vogels. Hij is ook regelmatig op tv geweest in programma's zoals Vogels kijken (VARA, 1985/1986) en de tv-cursus Vogeltaal in Zeker weten (KRO, 1986/1987) die ook in boekvorm gepubliceerd zijn.
Later presenteerde hij televisieprogramma's als Nederlandse landschappen (Teleac, 1993) en Ja, natuurlijk: vogelparadijzen (NCRV, 1999). In 2005 begon hij de NCRV-televisieserie Natuurlijk Nico. Deze serie werd in het seizoen 2007/2008 onderbroken maar daarna weer opgepakt. Vanaf november 2008 was De Haan acht weken lang te zien in de NCRV-televisieserie Bosch, Beuk & Haan, waarin hij de kijkers meenam de natuur in, op zoek naar bijzondere planten en dieren.
In april 2011 ontving De Haan een gouden plaat voor zijn vogelzangcursus-cd waarvan 30.000 exemplaren zijn verkocht. Het was voor het eerst dat een cd met natuurgeluiden de status van gouden plaat bereikte.
Van 2014 tot 2017 was Nico de Haan in een deel van het televisieseizoen wekelijks te zien in het MAX-programma Baardmannetjes. Daarin ging hij samen met schrijver en cabaretier Hans Dorrestijn op zoek naar bijzondere vogels.

## Vogelkijkcentrum Nederland
In 2004 verliet hij na 30 jaar Vogelbescherming Nederland en begon hij zijn eigen bedrijf Vogelkijkcentrum Nederland dat cursussen aanbiedt en onder andere excursies verzorgt.